# مریم رحیمی
مریم رحیمی  یک بازیکن فوتبال اهل ایران است.
از تیم‌هایی که در آن بازی کرده‌است می‌توان به تیم ملی فوتبال زنان ایران اشاره کرد. وی با ۴۷ گل زده به مقام خانم گلی پنجمین دوره رقابتهای لیگ برتر فوتبال بانوان ایران رسید.